# New Horizons (Musikfestival)

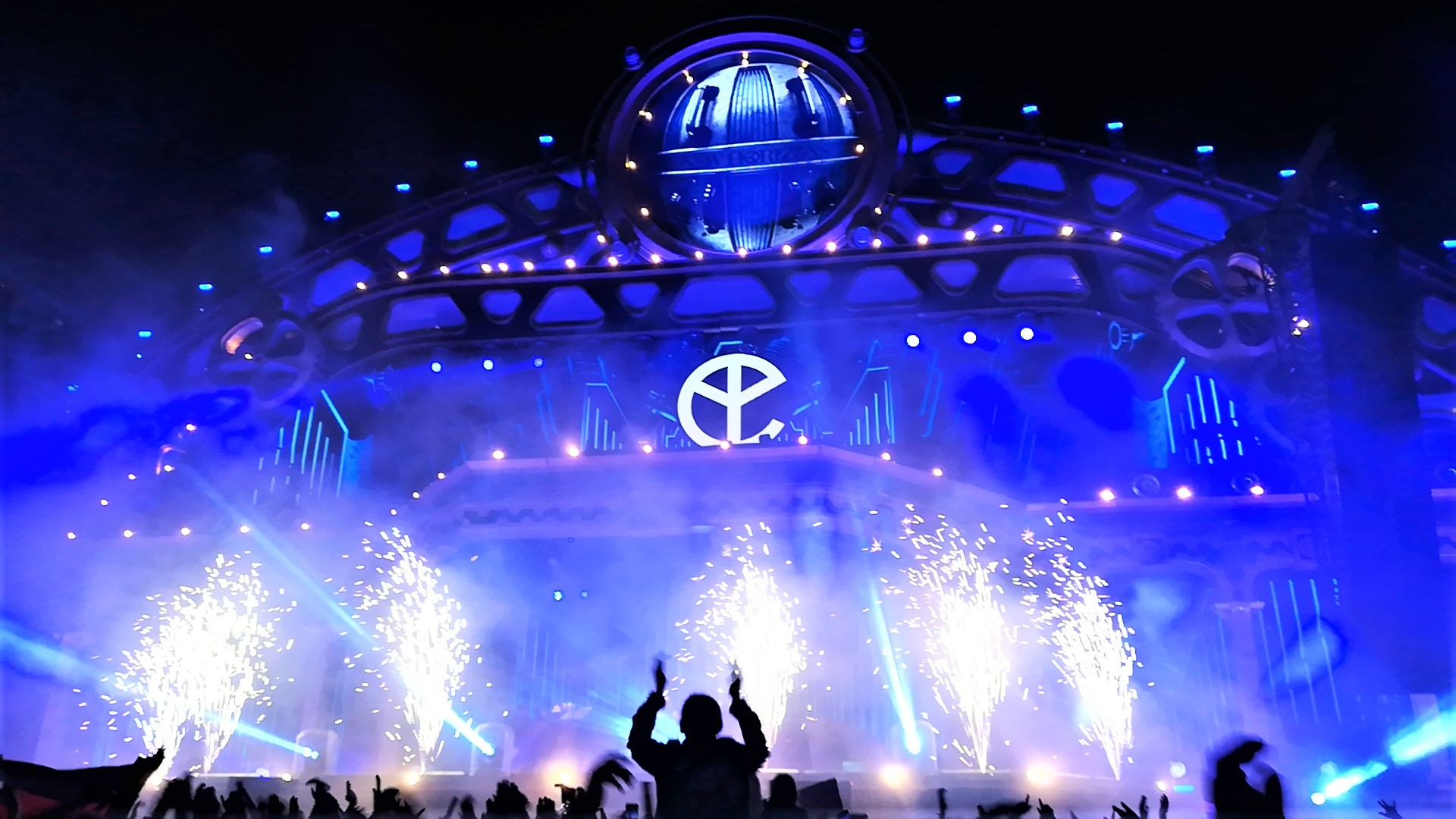
Yellow Claw im Capital Park 2018

Das New Horizons Festival war ein mehrtägiges Musikfestival im Bereich der elektronischen Tanzmusik auf dem Nürburgring.
Das Festival wurde 2017 zum ersten Mal ausgetragen und hatte mehr als 50.000 Besucher. Veranstaltet wird das Festival von Alda Events.

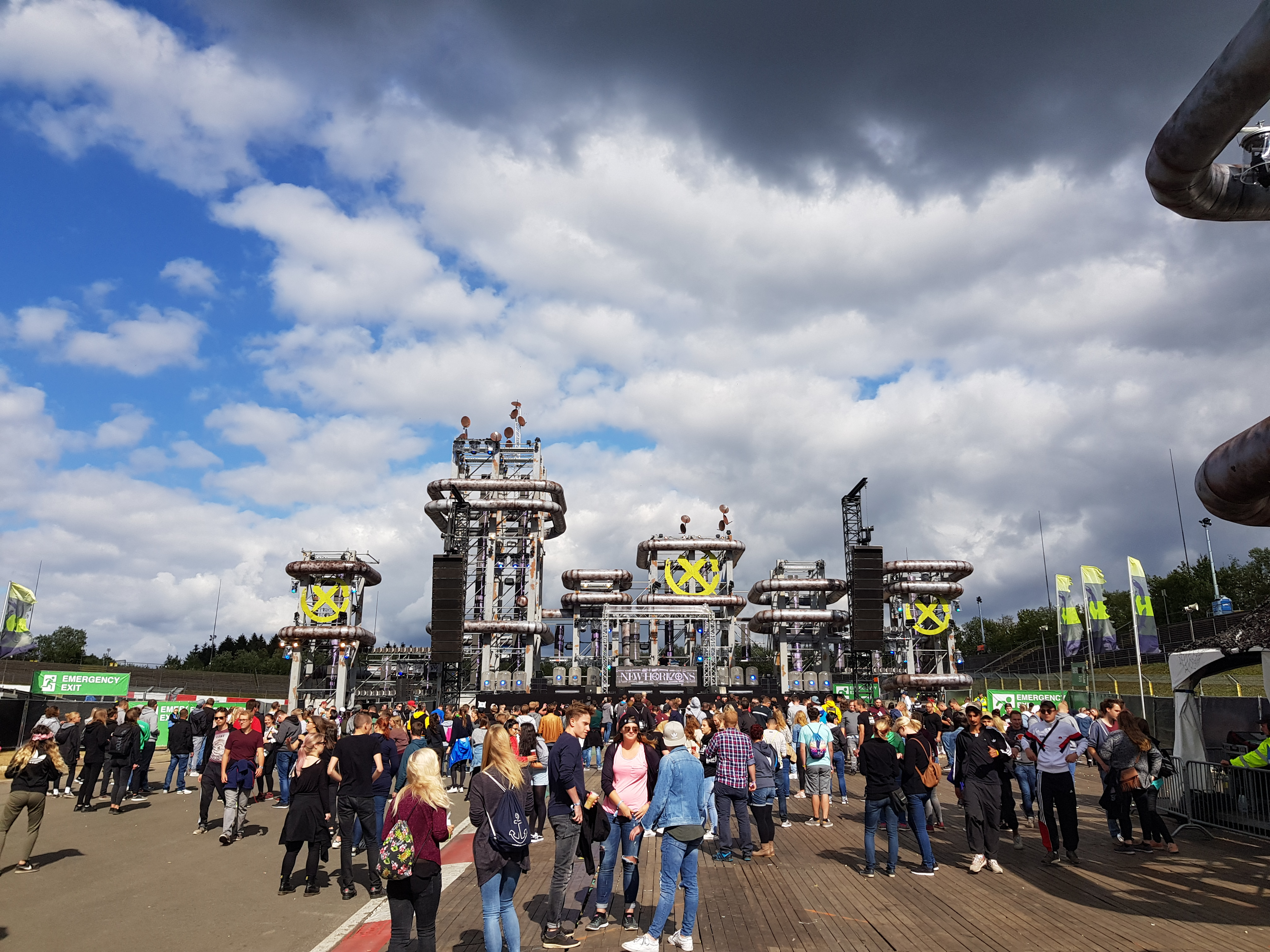
Dark District Stage 2018 (Hardstyle)

## Konzept
Das Gelände soll ein faszinierendes Königreich darstellen. Dort gibt es verschiedene „Welten“ mit individuellen Bühnen, auf denen jeweils ein bestimmter Musikstil vertreten ist, darunter die Hauptbühne, der Capital Park, sowie der Urban Circus, auf dem hauptsächlich EDM und Big Room zu hören ist. Der Dark District repräsentiert Hardstyle, die DJs in der Traptown spielen Trap. 2017 gab es einen Garden of Goa; dieser wurde ab 2018 durch die Factory 49 ersetzt. Bis 2018 wurde Trance in Trancetonia gespielt.
Die Besucher werden als Traveller angesprochen. Essen und Getränke werden mit sogenannten Token bezahlt, einer digitalen Währung. Am Festivalbändchen ist eine Chipkarte befestigt, auf diese man Geld laden kann und damit bezahlt.

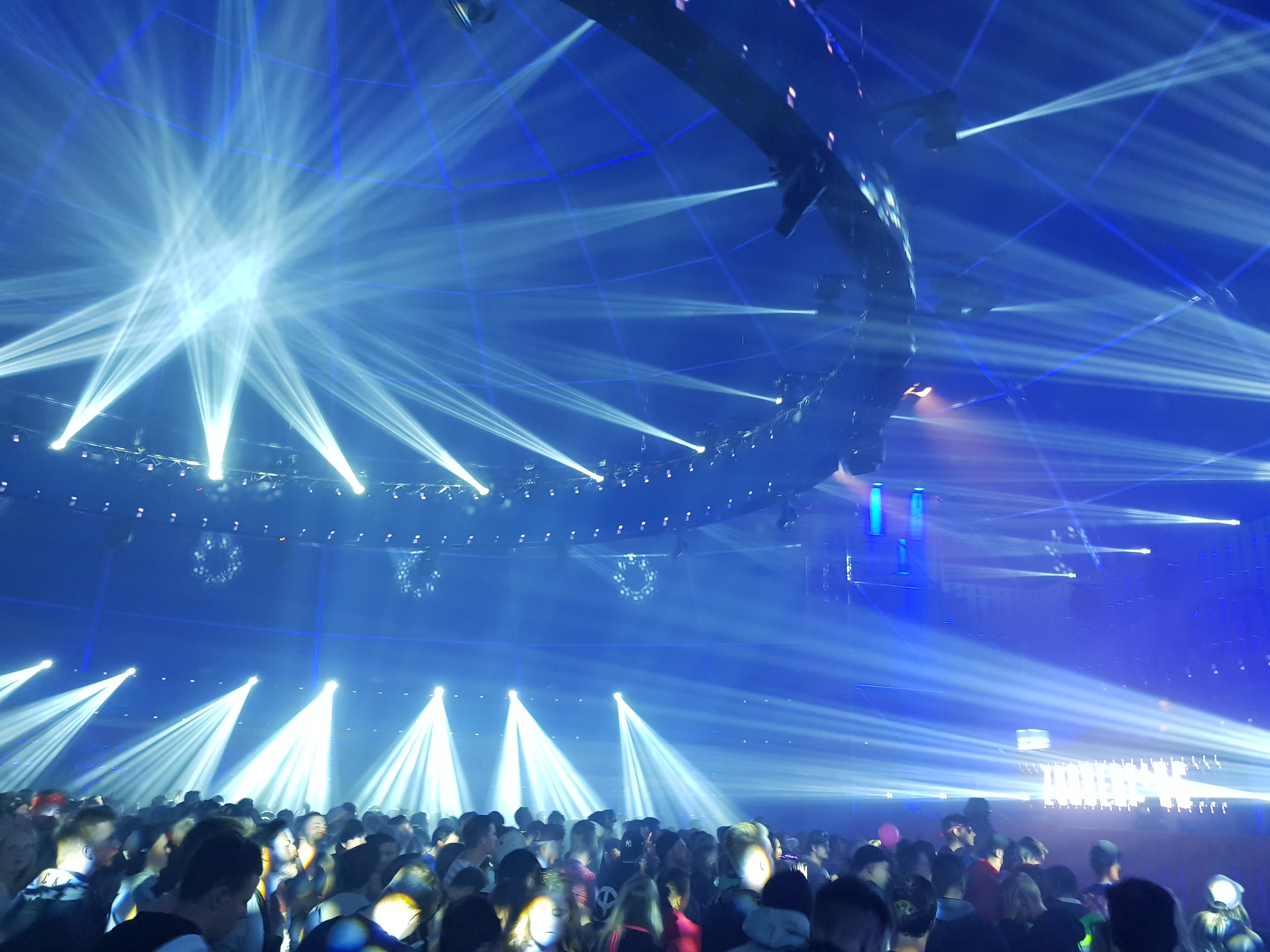
Zonderling auf der Factory 49 2018

## Geschichte
2017 wurde das Festival erstmals im Fahrerlager am Nürburgring ausgetragen. Als Headliner legten unter anderem Armin van Buuren, Dimitri Vegas & Like Mike, Martin Solveig und Afrojack auf. Zudem waren viele deutsche Künstler wie Felix Jaehn, Robin Schulz und ATB im Line-up zu finden.
Vom 24. bis 25. August 2018 besuchten 68.000 Zuschauer das Festival. Das Festival fand erneut am Nürburgring statt, zog aber im zweiten Jahr innerhalb des Rings an die Müllenbachschleife um.
2019 fand das New Horizons an drei Festival- und fünf Campingtagen statt. Die ersten 3.333 Frühbucher-Tickets waren wenige Tage nach Ende des Festivals 2018 bereits ausverkauft. Laut Veranstalter nahmen 80.000 Traveller teil, 15.000 davon übernachteten auf dem Campingplatz.
Am letzten Festivaltag 2019 wurde die vierte Ausgabe des New Horizons 2020 bestätigt, die erneut drei Festivaltage umfassen sollte.
Wie der Veranstalter am 29. November 2019 auf seiner Webseite mitteilt, wird das New Horizons Festival 2020 nicht stattfinden. Es soll erst 2021 mit einem neuen Konzept an einer neuen Location stattfinden.

## Besucherzahlen und Auftritte
| Datum                               | Besucher | Headliner |
| ----------------------------------- | -------- | --- |
| 25. August 2017 bis 26. August 2017 | 55.000   | Afrojack – Alesso1 – Armin van Buuren – Axwell Λ Ingrosso – Dimitri Vegas & Like Mike – Don Diablo – Dvbbs – Felix Jaehn – Gestört aber geil – Lost Frequencies – Marshmello2 – Martin Solveig – Robin Schulz – Showtek – Sunnery James & Ryan Marciano – Tiësto – W&W |
| 24. August 2018 bis 25. August 2018 | 68.000   | Alle Farben – Armin van Buuren – Axwell Λ Ingrosso – Dillon Francis – Felix Jaehn – Hardwell – JAUZ b2b Netsky b2b Slushii – KSHMR – Marshmello – Steve Aoki – Timmy Trumpet – Yellow Claw                                                                             |
| 22. August 2019 bis 24. August 2019 | 80.000   | Dimitri Vegas & Like Mike – Don Diablo – Major Lazer – Project One – Timmy Trumpet – Martin Garrix – Vini Vici |

1 musste kurzfristig wegen Krankheit absagen

2 durfte aus Sicherheitsgründen (Gewitter) nicht auflegen